# Porphyrinia nejdi
Porphyrinia nejdi är en fjärilsart som beskrevs av Edward P. Wiltshire 1962. Porphyrinia nejdi ingår i släktet Porphyrinia och familjen nattflyn. Inga underarter finns listade i Catalogue of Life.